# Щепетильников, Михаил Павлович
Михаи́л Па́влович Щепети́льников (12 октября 1882 — 4 апреля 1957, Нью-Йорк) — русский офицер, участник Первой мировой, Гражданской и Второй мировой войн.

## Биография

### Учеба и начало военной службы
Общее образование получил в Артужской лесной школе;
30 сентября 1904 г. — юнкер в Тифлисском военном училище, которое окончил по 1 разряду;
15 июня 1908 г. — подпоручик (со старшинством с 14 июня 1907 г.);
На 1 января 1909 г. — 219-й Юхновский резервный батальон, подпоручик;
15 декабря 1911 г. — поручик (со старшинством 14 июня 1911 г.) в 40-м Колыванском пехотном полку.
1913 г. - младший офицер 5-й роты 2-го батальона Колыванского полка (г. Моршанск).

### Первая мировая война
10 июня 1915 г. — штабс-капитан (со старшинством с 4 февраля 1915 г. за отличия в делах против неприятеля; ВП 10.06.1915);
3 февраля 1916 г. — капитан (со старшинством 2 июля 1915 г.);
23 апреля 1916 г. — ком.1 бат.;
23 августа 1916 г. — подполковник (со старшинством — 5 февраля 1916 г.), ком. 4 бат.
По состоянию на 10 января 1917 г. в полку числился четвёртым по старшинству.
Участвовал в боях, был ранен.
В книге А.Керсновского «История русской армии» (Т. 4, глава 15) описывается подвиг капитана Щепетильникова накануне проведения Нарочской операции:

«Январь и февраль прошли на всем театре войны спокойно. Единственным выдающимся событием здесь был исключительно смелый налёт капитана Щепетильникова с колыванцами 27 февраля по уже вскрывавшемуся льду озера Нарочь.
Ввиду начавшейся оттепели поставленные немцами на льду поперёк озера Нарочь проволочные заграждения упали. Поверх льда проступила вода. Капитан Щепетильников взял с собой все команды 40-го пехотного Колыванского полка, коими он заведовал: 600 штыков при 16 пулемётах Кольта и 8 ружейных пулемётов. Выступили в темноте и, нагрянув на немцев врасплох, захватили четыре их батареи, приведя в полную негодность 14 орудий и взяв в плен 9 штаб- и обер-офицеров и 163 нижних чинов. Назад отошли под огнём, переходя по доскам через трещины во льду. Результаты могли быть ещё значительнее, но начальник штаба 10-й пехотной дивизии сплоховал и не поддержал вовремя капитана Щепетильникова екатеринбургцами, как то было условлено.
Наши потери составили около четверти всего отряда. Это дело надо поставить наравне с ледяным походом Багратиона на Аланд и с атакой Шелефтео 3 мая 1809 года по вскрывавшемуся льду Ботнического залива. Переход Нарочского озера в оба конца — туда в темноте, назад под огнём — вёлся по колено в воде, с постоянным риском провалиться в полыньи и трещины».

В той же книге Керсновский пишет про последний бой Российской армии в Первой мировой войне:

«26 октября — в день захвата власти большевиками в Петербурге — в 10-й армии на Березине полковник Щепетильников с 681-м пехотным Алтайским полком атаковал немецкие позиции, где взял 200 пленных и отбил у неприятеля 2 новогеоргиевские поршневые пушки. Это было последним делом русской армии в Мировую войну»

.

### Гражданская война
Полковник Добровольческой армии и Вооружённых Сил Юга России (ВСЮР). Во 2-й Терской дивизии сражался с позывным Колыванец.
С 7 апреля 1919 г. — командир 14-го Терского пластунского батальона.
2 ноября 1919 г. — назначен командиром 2-го Кизляро-Гребенского пластунского батальона.
Приказом № 4/ин от 2 (15) января 1920 г. командующий Киевской группой генерал-лейтенант Н.Э. Бредов (ст. Колосовка)  расформировал 2-ю Терскую пластунскую бригаду. Тем же приказом из остатков бригады был создан Отдельный сводный Терский батальон (около 250 штыков) во главе с полковником М.П. Щепетильниковым, которому предписывалось принять самые суровые меры к водворению порядка во вверенной ему части.
Генерал-майор (по Терскому казачьему войску). Тяжело ранен.
Эвакуировался из Крыма в составе Русской армии в ноябре 1920.

### Вторая мировая война
В 1941 году в Праге оформилось «Казачье национально-освободительное движение» (КНОД), которое выступало за сотрудничество с немецко-фашистскими войсками.

Генерал-майор М. П. Щепетильников возглавлял в КНОД штаб формирования казачьих войск Терека и Кубани. 
Из докладной записки НКГБ СССР № 1725/М в ГКО о создании немцами во время оккупации Северного Кавказа антисоветских организаций и военных формирований от 23 августа 1943 года: Следствием и агентурными материалами установлено, что в августе-сентябре 1942 г. на оккупированную немцами территорию Терека и Кубани прибыли из Праги эмиссары антисоветского казачьего центра, существующего под названием «Казачье национальное движение», — бывший белый генерал Щепетильников М. П., бывшие белые офицеры — эмигранты братья Куловы Николай и Константин, Венеровский, Ступин и изменник Родины в прошлом работник ГВФ осетин Алидзаев Ростислав (все бежали с немцами), которые по заданию немецкого командования создали в г. Пятигорске так называемый Штаб формирования казачьих войск Терека и Кубани… В г. Краснодаре был создан филиал «штаба», именовавшийся «Штабом войска кубанского».

### Эмиграция
В эмиграции в США. Состоял председателем Нью-Йоркского отдела Союза русских военных инвалидов. Сбит автомобилем.
Похоронен 9 апреля 1957 г. на кладбище при ферме РОВА (Кессвилл, штат Нью-Джерси, США).

## Семья
Жена —  православная, уроженка Тамбовской губернии. Дочь 4 года (по состоянию на 10 января 1917 года).

## Награды
- Орден Святого Станислава 3 ст. (ВП 05.02.1913);
- Орден Святой Анны 4 ст. с надписью «За храбрость» (пожалован 20.12.1914; ВП 29.12.1914);
- Орден Святой Анны 3 ст. с мечами и бантом (ВП 27.04.1915);
- Орден Святой Анны 2 ст. с мечами (ВП 01.04.1915);
- Мечи и бант к ордену Св. Станислава (ВП 09.06.1915);
- Атл. крест (1915);
- Орден Святого Станислава 2 ст.  с мечами (ВП 25.05.1916);
- Орден Святого Георгия Победоносца 4 ст. (1916) — «За то, что, будучи в чине Штабс-Капитана, в бою 2-го Июля 1915 года в д. Круша, отбил ряд атак сильнейшего противника, несмотря на то, что окопы позиции его роты были совершенно уничтожены ураганным артиллерийским огнем, а на соседних участках наши окопы заняты немцами; когда же его рота в этой неравной борьбе была почти уничтожена, с остатком ее около 25 человек пробился сквозь окружавшего его врага, причем сам был тяжело ранен; эта геройская борьба роты под руководством ее командира, Подполковника ЩЕПЕТИЛЬНИКОВА, дала возможность остаткам полка собраться и устроиться на новой позиции».